# Etiennea petasus
Etiennea petasus är en insektsart som beskrevs av Hodgson 1991. Etiennea petasus ingår i släktet Etiennea och familjen skålsköldlöss.
Artens utbredningsområde är Nigeria. Inga underarter finns listade i Catalogue of Life.